# Блакитний прапор

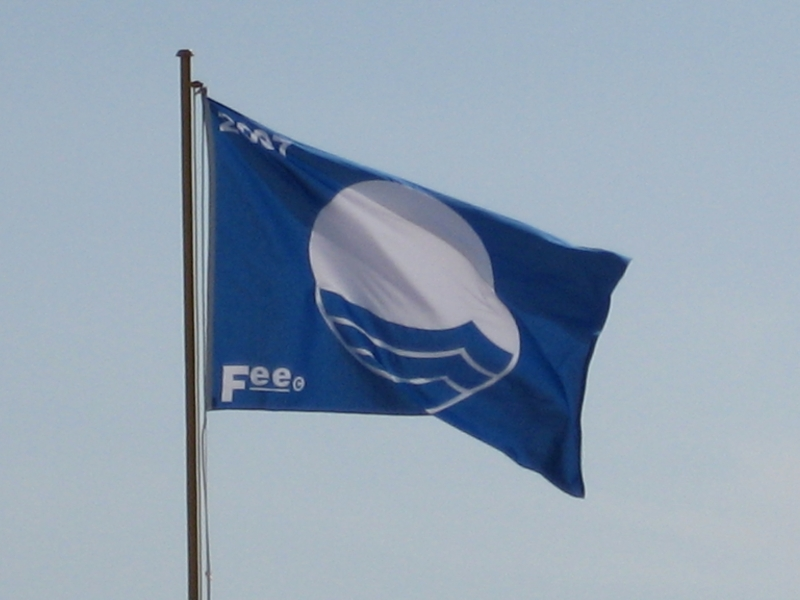
Блакитний прапор

«Блакитний прапор» — екологічний сертифікат, який видається пляжам і маринам країн Європи, Африки, Карибських островів, а також — Нової Зеландії, Канади на підставі рішення незалежного Міжнародного Журі про їх відповідність вимогам критеріїв Програми «Блакитний прапор». Для участі в Програмі необхідно бажання пляжів або марин і наявність національного координатора — громадської організації, яка є членом Міжнародної організації по освіті для навколишнього середовища. FEE є міжнародним координатором Програми «Блакитний прапор».

## Мета та історія
Метою програми «Блакитний прапор» є забезпечення сталого розвитку пляжів і яхтено-катерних стоянок за допомогою впровадження строгих критеріїв, які стосуються якості води, екологічної освіти та інформації, екологічного менеджменту, безпеки та інших послуг.
Програма «Блакитний прапор» була заснована в 1985 році у Франції, в 1987 році вона стала європейською програмою. У 1987 році в програмі брало участь 10 країн (452 пляжів і марин отримали "Блакитний прапор). У 2003 році програма стала міжнародною. У 2016 році в програмі брало участь 47 країн (більше 4266 пляжів і марин отримали «Блакитний прапор»).
Список учасників програми http://www.blueflag.global/all-bf-sites/ [Архівовано 24 квітня 2017 у Wayback Machine.]. Найвищий показник екологічності пляжів в 2016 році мала Іспанія: 586 її пляжі відзначені Блакитним прапором. Друге місце посідає Греція — 429 пляжів, та третє місце за Туреччиною — 414 пляжів.

## Міжнародні партнери
Міжнародними партнерами [Архівовано 12 травня 2017 у Wayback Machine.] програми «Блакитний прапор» є:
- Міжнародна туристична організація [Архівовано 7 березня 2017 у Wayback Machine.]

- Міжнародна програма з навколишнього середовища (ЮНЕП) [Архівовано 3 березня 2017 у Wayback Machine.]

- ЮНЕСКО

## Критерії програми
Згідно з вимогами Програми, пляж повинен задовольняти стандартам 32-х критеріїв, що стосуються екологічної освіти та інформації, якості води, екологічного менеджменту, безпеки і послуг.
Критерії екологічної освіти та інформації включають в себе необхідність звертати увагу громадськості на чистоту (забрудненість) пляжу, інформувати населення про особливо чутливі області прибережної зони з метою їх охорони, включаючи інформацію про об'єкти флори і фауни; про правила поведінки на пляжі; про програму «!Блакитний прапор», а також — про правила отримання пляжем Блактного прапору. Це — одна з найбільш складних груп критеріїв, тому що вона включає в себе безпосередню освітню роботу не тільки по підвищенню рівня екологічної свідомості, а й щодо підвищення загального культурного рівня широких верств населення.
Критерії якості води вимагають відповідності якості води в зонах рекреації міжнародним і національним вимогам і стандартам.
Критерії екологічного менеджменту передбачають наявність плану землекористування і стратегичного плану розвитку прибережної зони, а також передбачає введення роздільного збору сміття, щоденне очищення пляжів під час сезону, відсутність на території пляжу транспорту та інше.
Критерії безпеки і послуг включають обладнання пляжів рятувальними вишками, інвентарем, наявність сертифікованих рятувальників і медпункту, доступність питної води і телефону, а також наявність спеціальних пристосувань для осіб з фізичними вадами та інше.

## Значення програми
Програма має дві сторони: екологічне виховання та збільшення туристичної привабливості, тому що при її втіленні не тільки проводиться виховна та освітня робота з відпочивальниками, а й більшою мірою гарантується екологічна безпека, безпека плавання відпочивальників, а також — створення необхідної санітарної інфраструктури.

## Переваги участі
Розмах реалізації програми вважається показником сталого розвитку регіону і призводить до підвищення іміджевої привабливості всього регіону в цілому.
Пляжі, які отримали «Блакитний прапор», вносяться в лист міжнародної туристичної організації, як рекомендовані для відвідування, це є певним сигналом для туриста до відвідування того чи іншого пляжу, готелю, міста. Це особливо важливо в умовах кризи, так як існує тенденція при інших рівних умовах, вибирати місця відпочинку, що гарантують безпеку, екологічну чистоту і комфорт.
Підвищення конкурентоспроможності вітчизняних пляжів і готелів в ряду аналогічних закордонних готелів, в змаганні за залучення туристів.
Можливість залучення спонсорів, додаткові бонуси при проведенні рекламних кампаній